# 10 giorni d'oro
10 giorni d'oro (10 jours en or) è un film del 2012 diretto da Nicolas Brossette.

## Trama
Marc Bajau, lavorando per una catena della grande distribuzione francese, si imbatte casualmente in una giovane donna africana che sta fuggendo da degli inseguitori. Senza farsi troppe domande la aiuta e poi le dà il suo recapito in albergo.
La sera la donna si presenta da lui e la mattina seguente l'uomo trova un bambino che la stessa donna gli ha lasciato. Accompagnatolo a casa scopre che lì non c'è nessuno. La madre sta fuggendo da un provvedimento di rimpatrio mentre il padre starebbe in una località in Costa Azzurra. Sottratto il bambino ad una retata della polizia, Marc, che per colpe proprie e per problemi dei suoi datori di lavoro, deve sopportare una sorta di ridimensionamento della sua posizione, deve recarsi da Parigi a Lione e pertanto si offre di aiutare questo bambino e riportarlo dal padre.
Lungo il percorso, l'uomo, che non ha mai avuto a che fare con i bambini, caricherà sulla sua auto Pierre, un anziano stravagante e spiantato, e Julie, una giovanissima ragazza fuggita dalle sue responsabilità e molto confusa.
In modo avventuroso Marc eviterà il suicidio di Pierre e darà un sostegno a Julie che si convincerà di tornare a casa. Quando porta Lucas a destinazione scopre che il "padre" che lo aspettava era un sacerdote e, dai giornali apprende che la mamma del bambino è morta nel tentativo di fuggire in Inghilterra.
Dopo aver lasciato il bambino nella struttura umanitaria, fa per ripartire. Ma poi torna indietro a riprendere Lucas, ormai solo al mondo, con il quale in pochi giorni ha stretto un legame più forte di quanto lui stesso non potesse immaginare.

## Produzione
Per Nicolas Brossette, che è anche sceneggiatore, si tratta del primo lungometraggio da regista.

### Riprese
Le riprese si sono svolte tra Digione (ospedale), il dipartimento del Varo (Golfo di Saint-Tropez, Cavalaire-sur-Mer, Gassin e Ramatuelle), Parigi (VIII arrondissement, Rue François-1er - Hôtel Power) e l'Île-de-France (Ivry-sur-Seine, Créteil, Montereau-sur-le-Jard, Bièvres e Breuillet).